# Lucas Vázquez
Lucas Vázquez Iglesias (Curtis, 1º luglio 1991) è un calciatore spagnolo, difensore, centrocampista o attaccante, svincolato.

## Caratteristiche tecniche
Cresce calcisticamente come ala destra, un giocatore brevilineo abile in velocità ed efficace nella gestione del pallone. 
Nel corso della sua carriera si è dimostrato duttile, trovando spazio come terzino destro di spinta per sfruttare le sue capacità offensive nel supporto alla manovra.

## Carriera

### Club

#### Gli inizi, Espanyol
Entra a far parte del settore giovanile del Real Madrid nel 2007. Dopo una stagione con il Real Madrid C, a partire dal 2011 viene aggregato alla seconda squadra, il Real Madrid Castilla.
Il 19 agosto 2014 passa in prestito annuale all'Espanyol, con cui colleziona 33 presenze in Liga BBVA condite da 3 gol.

#### Real Madrid

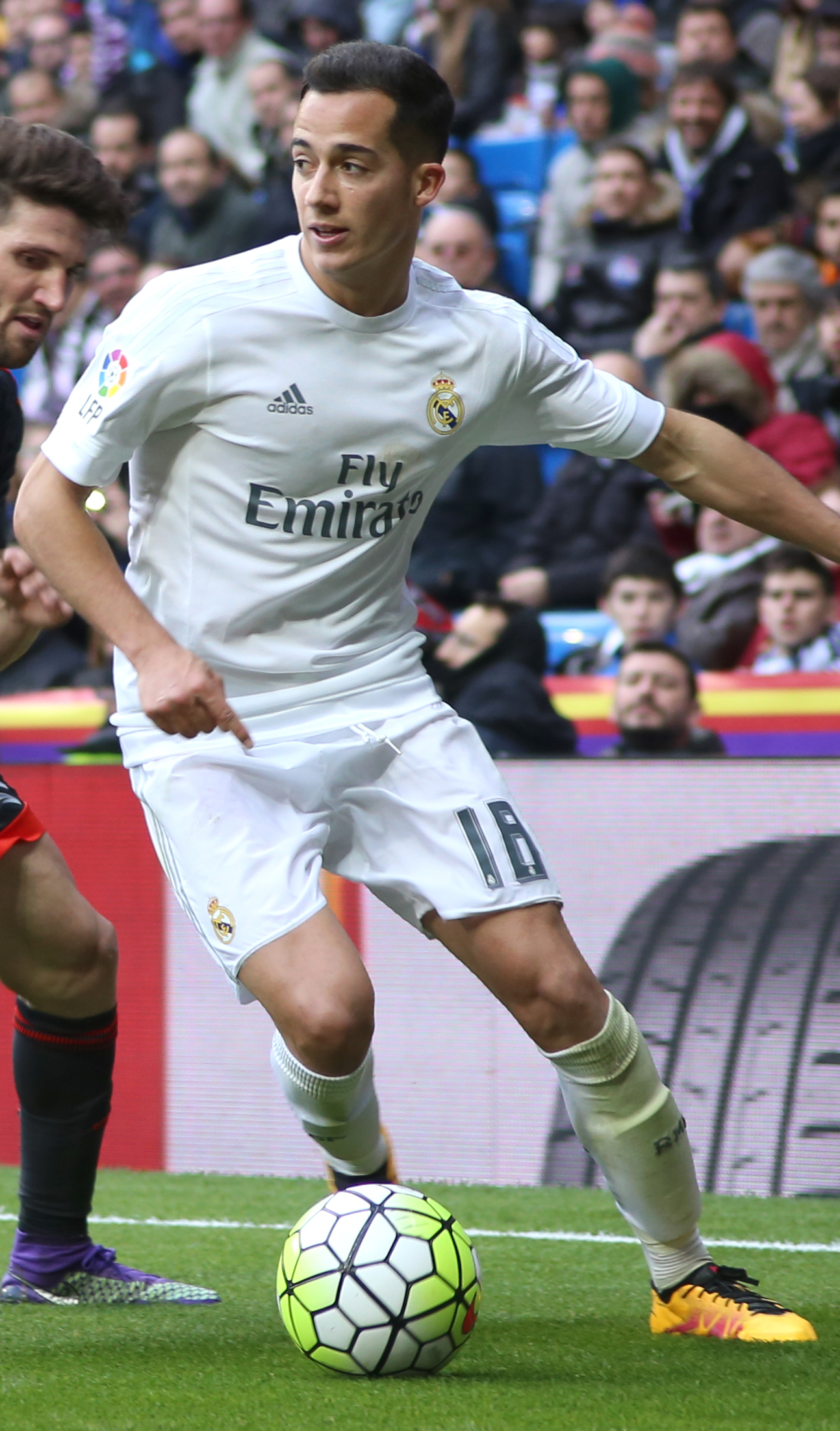
Vázquez al nel 2016.

Il 3 giugno 2015 l'Espanyol acquista il giocatore a titolo definitivo. Tuttavia, il successivo 2 luglio, il Real Madrid esercita la clausola di riacquisto, portandolo a vestire nuovamente la camiseta blanca. Ha fatto il suo debutto il 12 settembre nella vittoria per 6-0 sul campo dell'Espanyol, sua ex squadra e il suo debutto da titolare una settimana dopo, nella sconfitta interna per 1-0 contro il Granada. Vázquez ha segnato il suo primo gol il 30 dicembre 2015, subentrando a Karim Benzema per gli ultimi 15 minuti,  nella partita casalinga di campionato vinta per 3-1 contro la Real Sociedad.
Il 28 maggio 2016 ottiene il suo primo trofeo, la Champions League, vincendo nello stadio San Siro la finale ai rigori dopo l'1 a 1 nei tempi regolamentari contro l'Atlético Madrid. Il 9 agosto 2016 parte titolare nella finale di Supercoppa UEFA 2016 contro il Siviglia, nella quale ha fornito l'assist per il gol di Sergio Ramos nei minuti di recupero che ha portato la partita ai tempi supplementari, dove il Real Madrid alla fine ha vinto 3-2. Il 26 ottobre seguente ha rinnovato il proprio accordo con i madrileni fino al 30 giugno 2021.
L'anno successivo si aggiudica sia il campionato, sia la Champions League sconfiggendo la Juventus in finale. Inizia la nuova stagione vincendo la Supercoppa UEFA per 2-1, contro il Manchester United. Al termine dell'annata conquista nuovamente la Champions League, sconfiggendo in finale il Liverpool e vincendo per la terza volta consecutiva la competizione, la tredicesima in assoluto per il Real Madrid.

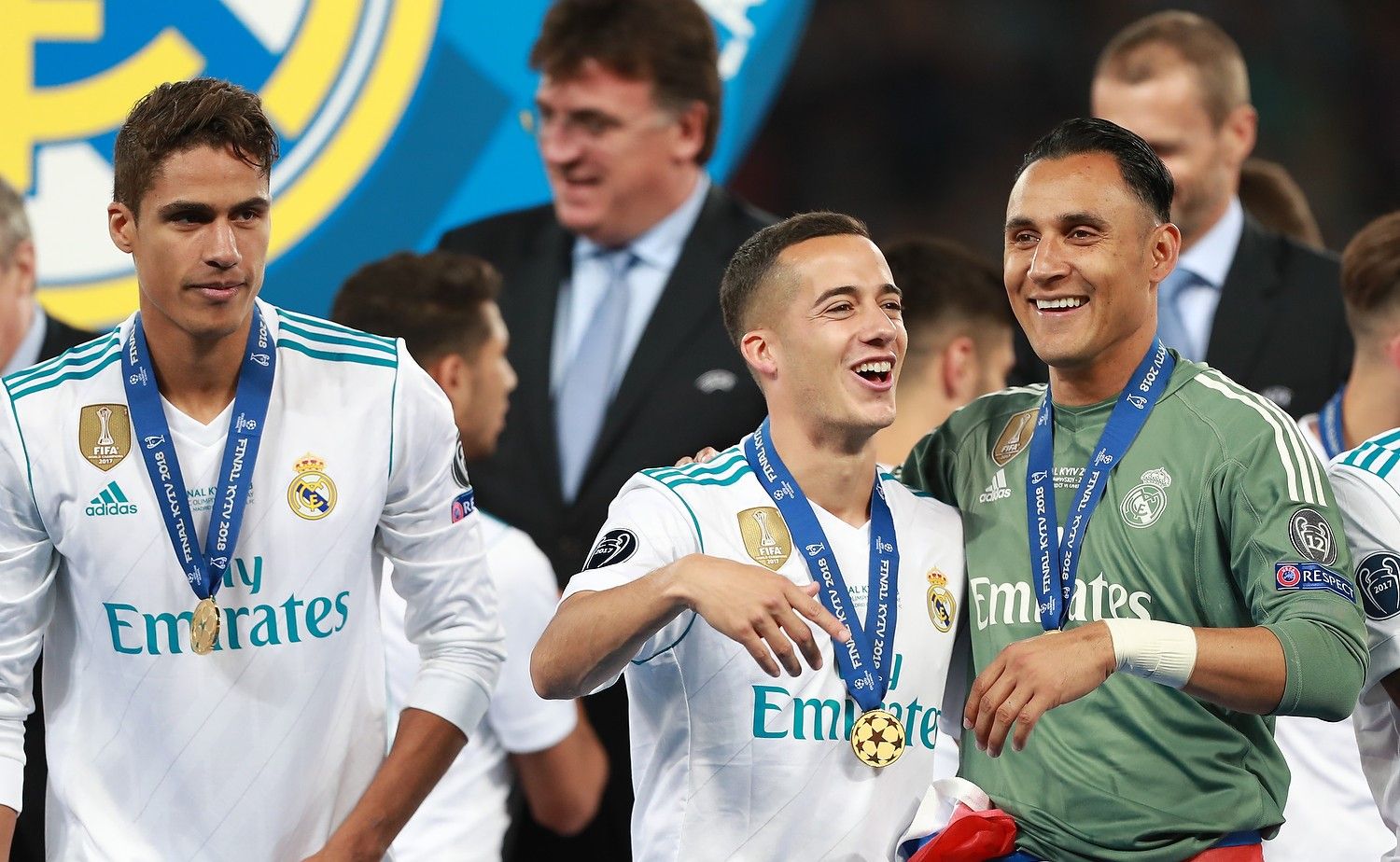
Lucas Vazquez in occasione della vittoria in Champions League nel 2018, con al fianco i compagni Keylor Navas e Raphael Varane.

Nel novembre 2019, Vázquez si è rotto l'alluce dopo averci fatto cadere un peso sopra. Al suo ritorno, colleziona 18 presenze in campionato, contribuendo alla vittoria de La Liga.
Titolare inamovibile durante la stagione 2020-2021, il 10 aprile 2021 subisce un grave infortunio nella vittoria per 2-1 durante El Clásico sul Barcellona: lesione al legamento crociato posteriore al ginocchio sinistro e stagione finita.

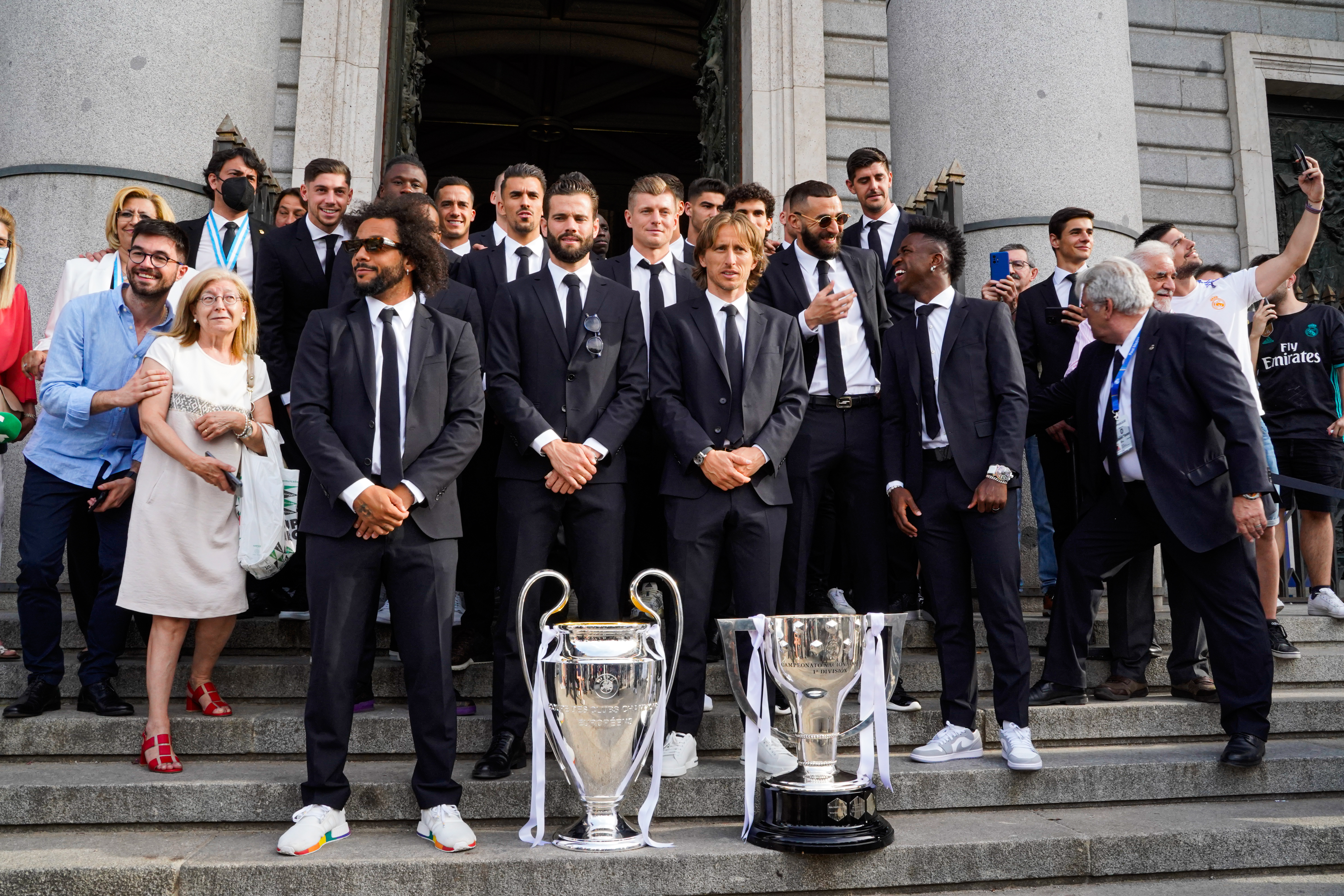
Vázquez con la squadra che posa con i trofei della Champions League e de La Liga davanti la Vergine dell'Almudena nel 2022.

Il 3 giugno 2021 rinnova il suo contratto con la società madrilena fino al 30 giugno 2024. Nel corso della stagione 2021-2022 totalizza 41 presenze segnando 3 goal e contribuendo alla vittoria della Champions League, della Liga e della supercoppa di Spagna.
Nel corso della stagione 2023-2024 contribuisce a una stagione vincente con il trionfo in Champions League, la vittoria della Liga, della coppa intercontinentale per club e della supercoppa di Spagna. Il 18 luglio 2024, ha firmato un nuovo contratto annuale, valido fino al 30 giugno 2025.
Il 24 maggio 2025, Vázquez colleziona la sua 400ª apparizione con il Real Madrid nella vittoria per 2-0 sulla Real Sociedad, nella partita finale di campionato. Dopo 18 anni con la maglia del Real Madrid, annuncia di non aver prolungato l'accordo con le merengues, arrivando alla scadenza e lasciando il club dopo la fine della Coppa del mondo per club FIFA 2025, chiudendo la sua esperienza con il club spagnolo con un totale di 23 trofei.

### Nazionale
Convocato per gli Europei 2016 in Francia, scende in campo negli ottavi di finale contro l'Italia. Il 21 maggio 2018 viene incluso dal commissario tecnico della Spagna Lopetegui nella lista dei convocati per il Mondiale di Russia 2018, che per la nazionale spagnola si conclude allo stadio degli ottavi di finale, nei quali viene sconfitta ai rigori dai padroni di casa della Russia.

## Statistiche

### Presenze e reti nei club
Statistiche aggiornate al 10 luglio 2025.
| Stagione                    | Squadra                     | Campionato                  | Campionato | Campionato | Coppe nazionali | Coppe nazionali | Coppe nazionali | Coppe continentali | Coppe continentali | Coppe continentali | Altre coppe    | Altre coppe | Altre coppe | Totale | Totale |
| Stagione                    | Squadra                     | Comp                        | Pres       | Reti       | Comp            | Pres            | Reti            | Comp               | Pres               | Reti               | Comp           | Pres        | Reti        | Pres   | Reti   |
| --------------------------- | --------------------------- | --------------------------- | ---------- | ---------- | --------------- | --------------- | --------------- | ------------------ | ------------------ | ------------------ | -------------- | ----------- | ----------- | ------ | ------ |
| 2010-2011                   | Real Madrid C               | TD                          | 14         | 2          | -               | -               | -               | -                  | -                  | -                  | -              | -           | -           | 14     | 2      |
| 2011-2012                   | Real Madrid Castilla        | SDB                         | 23+3       | 4+0        | -               | -               | -               | -                  | -                  | -                  | -              | -           | -           | 26     | 4      |
| 2012-2013                   | Real Madrid Castilla        | SD                          | 26         | 3          | -               | -               | -               | -                  | -                  | -                  | -              | -           | -           | 26     | 3      |
| 2013-2014                   | Real Madrid Castilla        | SD                          | 40         | 8          | -               | -               | -               | -                  | -                  | -                  | -              | -           | -           | 40     | 8      |
| Totale Real Madrid Castilla | Totale Real Madrid Castilla | Totale Real Madrid Castilla | 89+3       | 15+0       |                 | -               | -               |                    | -                  | -                  |                | -           | -           | 92     | 15     |
| 2014-2015                   | Espanyol                    | PD                          | 33         | 3          | CR              | 6               | 1               | -                  | -                  | -                  | -              | -           | -           | 39     | 4      |
| 2015-2016                   | Real Madrid                 | PD                          | 25         | 4          | CR              | 1               | 0               | UCL                | 7                  | 0                  | -              | -           | -           | 33     | 4      |
| 2016-2017                   | Real Madrid                 | PD                          | 33         | 2          | CR              | 4               | 1               | UCL                | 10                 | 1                  | SU+Cmc         | 1+2         | 0           | 50     | 4      |
| 2017-2018                   | Real Madrid                 | PD                          | 33         | 4          | CR              | 5               | 3               | UCL                | 10                 | 1                  | SU+SS+Cmc      | 1+2+2       | 0           | 53     | 8      |
| 2018-2019                   | Real Madrid                 | PD                          | 31         | 1          | CR              | 7               | 3               | UCL                | 6                  | 1                  | SU+Cmc         | 1+2         | 0           | 47     | 5      |
| 2019-2020                   | Real Madrid                 | PD                          | 18         | 2          | CR              | 1               | 1               | UCL                | 4                  | 0                  | SS             | 0           | 0           | 23     | 3      |
| 2020-2021                   | Real Madrid                 | PD                          | 24         | 2          | CR              | 1               | 0               | UCL                | 8                  | 0                  | SS             | 1           | 0           | 34     | 2      |
| 2021-2022                   | Real Madrid                 | PD                          | 29         | 3          | CR              | 2               | 0               | UCL                | 8                  | 0                  | SS             | 2           | 0           | 41     | 3      |
| 2022-2023                   | Real Madrid                 | PD                          | 23         | 4          | CR              | 1               | 0               | UCL                | 5                  | 0                  | SS+SU+Cmc      | 1+0+0       | 0           | 30     | 4      |
| 2023-2024                   | Real Madrid                 | PD                          | 29         | 3          | CR              | 0               | 0               | UCL                | 9                  | 0                  | SS             | 0           | 0           | 38     | 3      |
| 2024-2025                   | Real Madrid                 | PD                          | 32         | 1          | CR              | 5               | 0               | UCL                | 10                 | 1                  | SU+CInt+SS+Cmc | 1+1+2+2     | 0           | 44     | 2      |
| Totale Real Madrid          | Totale Real Madrid          | Totale Real Madrid          | 277        | 26         |                 | 27              | 8               |                    | 77                 | 4                  |                | 21          | 0           | 402    | 38     |
| Totale carriera             | Totale carriera             | Totale carriera             | 412+3      | 45+0       |                 | 33              | 9               |                    | 77                 | 4                  |                | 21          | 0           | 545    | 58     |

### Cronologia presenze e reti in nazionale
| Cronologia completa delle presenze e delle reti in nazionale ― Spagna | Cronologia completa delle presenze e delle reti in nazionale ― Spagna | Cronologia completa delle presenze e delle reti in nazionale ― Spagna | Cronologia completa delle presenze e delle reti in nazionale ― Spagna | Cronologia completa delle presenze e delle reti in nazionale ― Spagna | Cronologia completa delle presenze e delle reti in nazionale ― Spagna | Cronologia completa delle presenze e delle reti in nazionale ― Spagna | Cronologia completa delle presenze e delle reti in nazionale ― Spagna |
| Data                                                                  | Città                                                                 | In casa                                                               | Risultato                                                             | Ospiti                                                                | Competizione                                                          | Reti                                                                  | Note                                                                  |
| --------------------------------------------------------------------- | --------------------------------------------------------------------- | --------------------------------------------------------------------- | --------------------------------------------------------------------- | --------------------------------------------------------------------- | --------------------------------------------------------------------- | --------------------------------------------------------------------- | --------------------------------------------------------------------- |
| 7-6-2016                                                              | Getafe                                                                | Spagna                                                                | 0 – 1                                                                 | Georgia                                                               | Amichevole                                                            | -                                                                     | 61’                                                                   |
| 27-6-2016                                                             | Saint-Denis                                                           | Italia                                                                | 2 – 0                                                                 | Spagna                                                                | Euro 2016 - Ottavi di finale                                          | -                                                                     | 70’                                                                   |
| 1-9-2016                                                              | Bruxelles                                                             | Belgio                                                                | 0 – 2                                                                 | Spagna                                                                | Amichevole                                                            | -                                                                     | 75’                                                                   |
| 23-3-2018                                                             | Düsseldorf                                                            | Germania                                                              | 1 – 1                                                                 | Spagna                                                                | Amichevole                                                            | -                                                                     | 59’                                                                   |
| 27-3-2018                                                             | Madrid                                                                | Spagna                                                                | 6 – 1                                                                 | Argentina                                                             | Amichevole                                                            | -                                                                     | 76’                                                                   |
| 3-6-2018                                                              | Vila-real                                                             | Spagna                                                                | 1 – 1                                                                 | Svizzera                                                              | Amichevole                                                            | -                                                                     | 46’                                                                   |
| 9-6-2018                                                              | Krasnodar                                                             | Tunisia                                                               | 0 – 1                                                                 | Spagna                                                                | Amichevole                                                            | -                                                                     | 46’                                                                   |
| 15-6-2018                                                             | Soči                                                                  | Portogallo                                                            | 3 – 3                                                                 | Spagna                                                                | Mondiali 2018 - 1º turno                                              | -                                                                     | 86’                                                                   |
| 20-6-2018                                                             | Kazan'                                                                | Iran                                                                  | 0 – 1                                                                 | Spagna                                                                | Mondiali 2018 - 1º turno                                              | -                                                                     |                                                                       |
| Totale                                                                |                                                                       | Presenze                                                              | 9                                                                     |                                                                       | Reti                                                                  | 0                                                                     |                                                                       |

## Palmarès

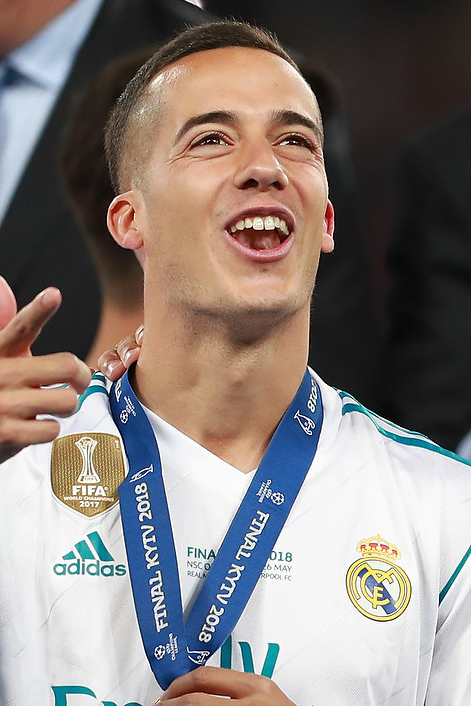
Vázquez dopo aver vinto la UEFA Champions League 2017-2018

### Club

#### Competizioni nazionali
- Campionato spagnolo: 4

Real Madrid: 2016-2017, 2019-2020, 2021-2022, 2023-2024
- Supercoppa di Spagna: 4

Real Madrid: 2017, 2019, 2022, 2024
- Coppa di Spagna: 1

Real Madrid: 2022-2023

#### Competizioni internazionali
- UEFA Champions League: 5

Real Madrid: 2015-2016, 2016-2017, 2017-2018, 2021-2022, 2023-2024
- Supercoppa UEFA: 4

Real Madrid: 2016, 2017, 2022, 2024
- Coppa del mondo per club: 4

Real Madrid: 2016, 2017, 2018, 2022
- Coppa Intercontinentale FIFA: 1  (record)

Real Madrid: 2024